# Île Ugo
L’île Ugo est une îlot de Nouvelle-Calédonie appartenant administrativement à Mont-Dore.